# ميسوفيتسه
ميسوفيتسه (بالإنجليزية: Mysłowice)‏ هي مدينة، تتبع محافظة سيليزيا، بلغ عدد سكانها 75183 نسمة، في 2006، تبلغ مساحتها 65.75 كيلومتر مربع.

## الموقع
تشترك في الحدود مع:
- كاتوفيتسه.

## مدن توأم
المدن التوأم:
- منطقة إنتس
- فريدك-ميستك
- نابولي.